# Duane Loken
Duane Loken är en amerikansk skådespelare och sångare, i Sverige mest känd för sin roll som indianen Wolfpaw (Vargtass) i TV-serien Familjen Macahan. Lokens far härstammade från Norge (kommunen Fet) medan modern var Comanche-indian
Loken gjorde därefter musikkarriär i Sverige och Norge och spelade bland annat (1980) på Gävlekrogen Wictoria och Discotheque Champinjonen i Borgholm, i Vrigstad på dansbanan Gubbakulan tillsammans med svenska rockbandet Noice, samt 26 juli 1980 och 14 september 1985 på Gröna Lund i Stockholm med unga dansbandet Aramis som kompband där en förkortad version av showen i Stockholm sändes på svensk TV. 
Debutalbumet No Sweat spelades in i Stockholm med svenska musiker, bland annat ABBA's studiomusiker, och innehöll en låt av Bryan Adams: "Hiding from Love". Det gavs ut 1980 på Bert Karlssons skivbolag Mariann och producerades av Anders "Henkan" Henriksson.  Efter albumet gjorde Loken en playbackturné i Sverige där Lasse Telbrant följde med som DJ. Den 26 november 1980 spelade de på discot Kajutan i Ljungby där Loken avbröt showen och sprang av scenen efter en och en halv låt på grund av problem med skivpelarna som användes för playbacken. 
Loken gav ut tre album till fram till 1985: Running Hot (1983), Lightning Strikes Twice (1984) och Little Storm (1985). 1986 hade han en roll i svenska science fiction-filmen Gröna Gubbar från YR.